# Anthurium crassitepalum
Anthurium crassitepalum är en kallaväxtart som beskrevs av Thomas Bernard Croat. Anthurium crassitepalum ingår i släktet Anthurium och familjen kallaväxter. Inga underarter finns listade.